# Саска-Ромине
Саска-Ромине (рум. Sasca Română) — село у повіті Караш-Северін в Румунії. Входить до складу комуни Саска-Монтане.
Село розташоване на відстані 349 км на захід від Бухареста, 47 км на південь від Решиці, 103 км на південь від Тімішоари.

## Населення
За даними перепису населення 2002 року у селі проживала 451 особа, усі — румуни. Усі жителі села рідною мовою назвали румунську.